# Fiera della Maddalena

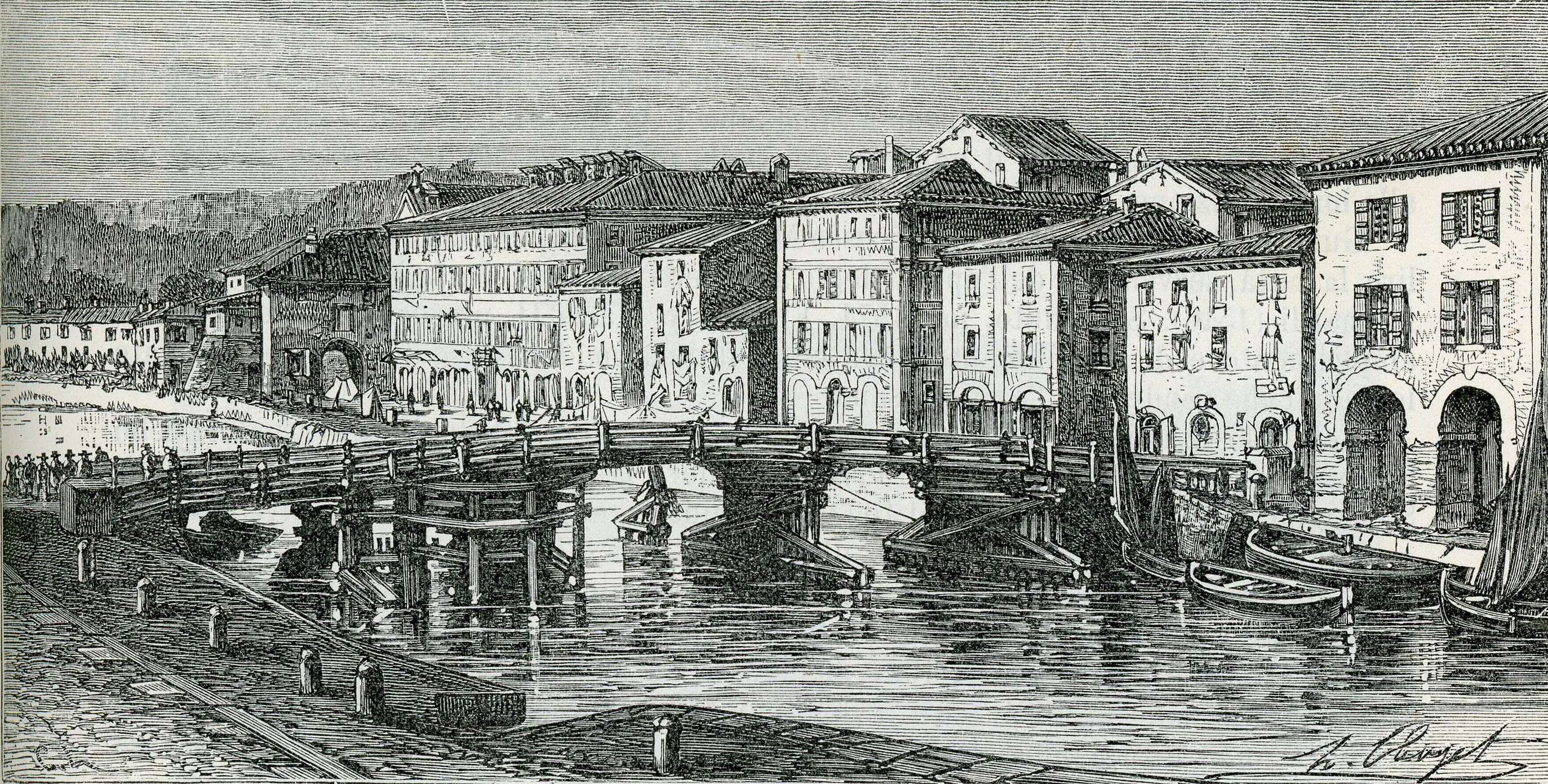
Porto e Fiera

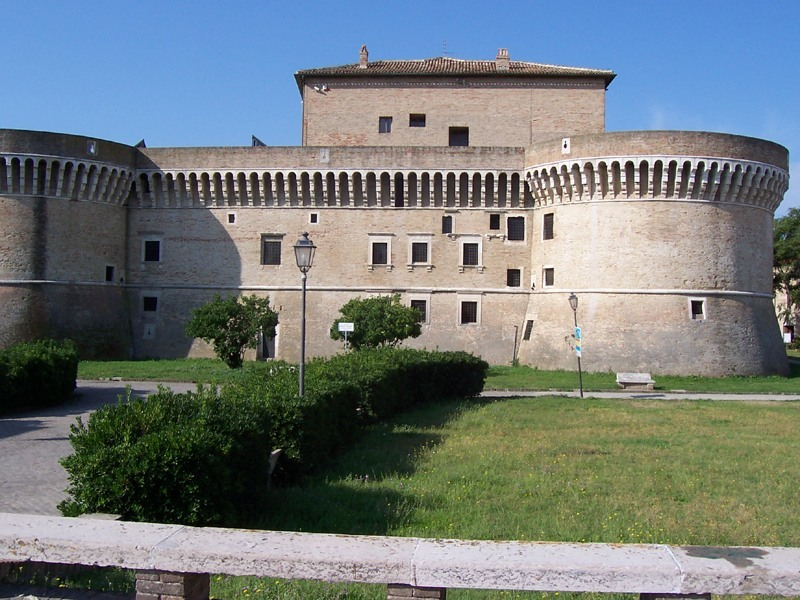
Rocca di Senigallia

La fiera della Maddalena o Fiera di Senigallia è un convegno commerciale che si svolgeva a Senigallia in età moderna nei giorni attorno alla festa di Santa Maria Maddalena (22 luglio), con un calendario che variava da pochi giorni (1-3) nel periodo delle origini, fino a 40 giorni nel Settecento, quando la fiera raggiunge il suo apice. La fiera della Maddalena vedeva confluire mercanti non solo dall’Europa (Austria, Francia, Inghilterra, Belgio, Danimarca), ma anche dagli altri paesi che si affacciano sul Mediterraneo, dalla Turchia alla Siria, dalla Libia all’Egitto, da Cipro alla Giordania.

## Descrizione
Un colpo di cannone sparato dagli spalti della Rocca Roveresca annunciava l'inizio e la fine della Fiera. Essa era l'avvenimento più importante della vita cittadina, quello che si verificava puntualmente ogni anno.

## Storia
La sua realizzazione è sempre stata legata a un insieme di eventi che la potessero consentire. Primo fra tutti, l'assenza di pericoli ed epidemie: bastava un'imbarcazione provenienti da luoghi "sospetti", in cui si era verificato qualche caso di malattie infettive a mettere tutto in discussione. E, spesso, le segnalazioni malevoli e infondate venivano dalla vicina Ancona. In questi casi era un susseguirsi di delegazioni proveniente da Urbino e Roma per ottenere il permesso alla celebrazione della fiera. Essa trasformava Senigallia, anche se solo per pochi giorni, in un gigantesco bazar orientale i cui si potevano reperire ogni genere di prodotti. La grave crisi economica della Legazione di Urbino nei decenni precedenti al XVIII secolo, compromette le industrie tessili, quelle della concia delle pelli e della lavorazione del ferro e del rame. Questa grave situazione determinò la necessità di potenziare un centro commerciale dove poter almeno smerciare quelle materie prime che, a causa della chiusura delle manifatture non hanno possibilità di essere lavorate, mentre crea il bisogno, per tutto lo Stato, di rifinirsi di prodotti finiti di importazione che, soprattutto nel campo dei tessuti, sono di vitale importanza per la popolazione.
Altri motivi del successo di questa fiera-mercato del Settecento sono individuabili nella decadenza inarrestabile dei vicini centri commerciali di Ancona e di Recanati e nel buon governo dei legati pontifici che incoraggiano con sagge decisioni lo sviluppo del commercio senigalliese. Le autorità centrali cercavano di andare incontro alle necessità di un soggiorno necessariamente corto creando ad esempio un Tribunale o Consolato di fiera che dirima le controversie tra mercanti nel giro di tre giorni e provvedono che nulla turbi l'andamento dei commerci. Così, quando nei primi anni del Settecento stava iniziando il passaggio delle truppe, prima austriache e poi spagnole, il Comune arruolò soldati e arma barche per vigilare sulla sicurezza dei mercanti.  Anche i piccoli provvedimenti, come quello di vietare agli ambulanti di smerciare i loro prodotti nelle vie di fiera, o quella del divieto di transito per carri e carrozze attraverso quelle strade, testimoniano la costante attenzione degli amministratori verso lo svolgimento dei traffici commerciali. A tutela degli interessi dei mercanti avevano sede a Senigallia numerosi Consolati esteri (Austria, Danimarca, Prussia, Repubblica di Venezia, Turchia, Svezia, Belgio, Inghilterra, Malta e Spagna). Ai forestieri, raggruppati perlopiù secondo la nazionalità venivano assegnate aree e botteghe in affitto. Ancora oggi, nel Rione del porto, le vie Cattaro, Siria, Samo, Corfù, Smirne, Narente, Rodi e piazzale Cefalonia sono la testimonianza di questo modo di ripartire fondachi e magazzini e anche della vivacità commerciale della fiera. La provenienza delle merci corrispondeva quasi sempre a quella dei mercanti rivenditori al dettaglio: ferrarecce e armi di Brescia, tessuti ordinari e abiti usati di Roma, cuoio e droghe di Trieste, Venezia, Ancona e qualche centro di Dalmazia, sapone, olio e vino di Puglia, gioielli di Jesi, ceramiche del Pesarese e di Romagna, ombrelli di seta di Rimini, terraglie di Abruzzo e dell'Ascolano, pelli di Bologna, canapa e cordami di Faenza, legname e tabacchi di Fiume, strumenti musicali di Baviera, cristalli di Boemia, vetri di Venezia, giocattoli di Norimberga, orologi svizzeri, pesce salato e salumi di maiali di Istria e Sicilia, scarpe, stivali e pantofole di Padova, seterie di Bologna e Lione, cappotti di Arta e Ancona, libri di Venezia ,quadri di Roma e laterizi delle Marche
Essa ha fatto di Senigallia una città di importanza internazionale nota in tutta Europa.